# Testamente D'Amelia
Testamente D'Amelia (El testamento de Amelia) es el segundo sencillo del quinto álbum de Blue System, Seeds Of Heaven. Es publicado en 1991 por Hanseatic M.V. y distribuido por BMG. La letra, música, arreglos y producción pertenecen a Dieter Bohlen. La coproducción estuvo a cargo de Luis Rodriguez.
La canción que aparece en el lado B del sencillo, "Is She Really Going Out With Him?", es una versión en vivo grabada en el otoño de 1990 en San Petersburgo, Rusia.

## Sencillos
7" Single Hansa 114 450, 24.06.1991
1. Testamente D'Amelia (Radio-Mix)		3:32
2. Is She Really Going Out With Him? (Live)		3:16

12" Maxi Hansa 614 450, 24.06.1991
1. Testamente D'Amelia (Long Version)	5:17
2. Testamente D'Amelia (Radio Version)	3:32
3. Is She Really Going Out With Him? (Live)	5:15

CD-Maxi Hansa 664 450,	24.06.1991
1. Testamente D'Amelia (Radio Mix)	3:32
2. Testamente D'Amelia (Long Version)	5:17
3. Is She Really Going Out With Him? (Live)	5:15

## Charts
El sencillo permaneció 7 semanas en el chart alemán desde el 22 de julio de 1991 hasta el 15 de septiembre de 1991. Alcanzó el #34 como máxima posición.
| Chart (1991) | Máxima posición |
| ------------ | --------------- |
| Alemania     | 34              |

## Créditos
- Composición - Dieter Bohlen
- Productor, arreglos - Dieter Bohlen
- Coproductor - Luis Rodriguez
- Fotografía - Esser & Strauß
- Diseño - Ariola-Studios